# Игра престолов (1-й сезон)
Первый сезон фэнтезийного драматического сериала «Игра престолов», премьера которого состоялась на канале HBO 17 апреля 2011 года, а заключительная серия вышла 19 июня 2011 года, состоит из 10 эпизодов и основан на одноимённом романе, первой части серии «Песнь Льда и Огня» Джорджа Мартина. Действие происходит в вымышленном мире, преимущественно на континенте Вестерос, а также на континенте Эссос.

## Сюжет
Эддарда (Неда) Старка (Шон Бин) просят стать Десницей (главным советником) развратного короля Роберта Баратеона (Марк Эдди). Нед и его жена Кейтилин (Мишель Фэйрли) получают письмо от Лизы Аррен (Кейт Дики), сестры Кейтилин и вдовы предыдущего Десницы, Джона Аррена (Джон Стэндинг). Письмо даёт основание полагать, что причиной смерти Джона Аррена был дом Ланнистеров, к которому принадлежит жена короля Серсея. Нед должен ехать на юг, чтобы помочь королю выяснить, кто убил Джона Аррена, и защитить свою семью от Ланнистеров. Выясняется, что Аррен погиб, пытаясь разоблачить тёмные тайны Ланнистеров.
За Узким морем, на континенте Эссос, высокомерный Визерис Таргариен (Гарри Ллойд), сын свергнутого короля, считает, что по-прежнему имеет законное право на престол. Он выдаёт свою младшую сестру, Дейенерис Таргариен (Эмилия Кларк), которую подвергал психологическому и физическому насилию в течение многих лет, замуж за вождя воинственного племени дотракийцев, кхала Дрого (Джейсон Момоа), в обмен на армию, чтобы вернуться в Вестерос и занять Железный трон. Однако растущая любовь Дейенерис к Дрого нарушает планы Визериса.
Внебрачный сын Неда, Джон Сноу, вступает в Ночной Дозор, древнее братство, поклявшееся присматривать за Стеной, которая отделяет Семь Королевств от неизвестной земли за её пределами. Но древняя сила, долгое время считавшаяся мёртвой, угрожает земле.

## Эпизоды
| № общий | № в сезоне | Название                                                                    | Режиссёр       | Автор сценария                                                                               | Дата премьеры  | Зрители в США (млн) |
| --- | ---------- | --------------------------------------------------------------------------- | -------------- | -------------------------------------------------------------------------------------------- | -------------- | ------------------- |
| 1 | 1          | «Зима близко» «Winter is Coming»                                            | Тим Ван Паттен | Дэвид Бениофф и Д. Б. Уайсс                                                                  | 17 апреля 2011 | 2,22                |
| За Стеной разведчики Ночного Дозора сталкиваются со сверхъестественными существами — Белыми ходоками и живыми мертвецами. Двое из них гибнут, а один дезертирует, но попадает в руки лорда Эддарда Старка и теряет голову на плахе. В Винтерфелле лорд Эддард и его семья получают известие о приезде короля Роберта с семьёй и свитой. Роберт делает Эддарду предложение стать Десницей — доверенным соправителем короля. В вольном городе Пентосе за Узким морем Визерис Таргариен выдаёт замуж свою сестру Дейенерис за кхала (вождя кочевников) Дрого, надеясь в будущем заполучить армию для завоевания Вестероса. В Винтерфелле Кейтилин Старк получает письмо от своей сестры Лизы, сообщающее, что её муж Джон Аррен, предыдущий Десница, был отравлен. Бран Старк становится случайным свидетелем полового акта между королевой Серсеей и её братом-близнецом Джейме Ланнистером, за это последний выбрасывает мальчика в окно башни. |            |                                                                             |                |                                                                                              |                |                     |
| 2 | 2          | «Королевский тракт» «The Kingsroad»                                         | Тим Ван Паттен | Дэвид Бениофф и Д. Б. Уайсс                                                                  | 24 апреля 2011 | 2,20                |
| Эддард Старк принимает предложение короля и вместе с дочерьми отправляется в столицу. Джон Сноу и младший брат королевы Тирион Ланнистер едут на Стену: первый для вступления в ряды Ночного Дозора, второй в качестве туриста. За морем Дейенерис Таргариен обучается искусству любви. В Винтерфелле вооружённый кинжалом убийца пытается заколоть находящегося в коме Брана, но наёмника убивает прирученный лютоволк. На Королевском тракте Нимерия (лютоволчица Арьи) кусает пьяного принца Джоффри, и королева Серсея приказывает убить лютоволчицу Сансы Леди. Эддард Старк решается сделать это сам. В Винтерфелле Бран выходит из комы. |            |                                                                             |                |                                                                                              |                |                     |
| 3 | 3          | «Лорд Сноу» «Lord Snow»                                                     | Брайан Кирк    | Дэвид Бениофф и Д. Б. Уайсс                                                                  | 1 мая 2011     | 2,44                |
| Эддард Старк со свитой прибывает в Королевскую гавань и на заседании Малого совета узнаёт об огромных долгах короны. На Стене Джон Сноу ссорится с другими рекрутами Дозора; его спасает Тирион. Лорд-командующий Мормонт сообщает Тириону о бедственном положении Дозора. Кейтилин, считая отравление предыдущего Десницы и покушение на жизнь Брана звеньями одной цепи, отправляется в столицу к мужу. Здесь её встречает друг детства — королевский казначей Петир Бейлиш («Мизинец»). За морем Дейенерис впервые решается выказать неповиновение брату. Эддард нанимает для Арьи учителя фехтования. |            |                                                                             |                |                                                                                              |                |                     |
| 4 | 4          | «Калеки, бастарды и сломанные вещи» «Cripples, Bastards, and Broken Things» | Брайан Кирк    | Брайан Когман                                                                                | 8 мая 2011     | 2,45                |
| Эддард изучает книгу, которую до него читал Джон Аррен, и выходит на бастардов короля. Король и его придворные присутствуют на турнире в честь Десницы. В Дозоре появляется новый рекрут, толстый и трусливый Сэм Тарли, и Джон берёт его под свою защиту. За морем Дейенерис узнаёт, что беременна. Эддард пытается связаться с сиром Хью, бывшим оруженосцем Джона Аррена, однако на турнире сир Хью погибает — его противник Григор Клиган «случайно» попадает ему копьём в горло. В трактире на Королевском тракте Кейтилин сталкивается с Тирионом Ланнистером и с помощью вассалов своего отца арестовывает его, обвинив в покушении на Брана. |            |                                                                             |                |                                                                                              |                |                     |
| 5 | 5          | «Волк и Лев» «The Wolf and the Lion»                                        | Брайан Кирк    | Дэвид Бениофф и Д. Б. Уайсс                                                                  | 15 мая 2011    | 2,58                |
| Король Роберт порывается сам выступить на турнире; Эддард отговаривает его. Григор Клиган в финальном бою едва не убивает второго противника, сира Лораса Тирелла, но Сандор Клиган вступает с братом в поединок и провозглашается победителем. На горной дороге в Долину Аррен на Кейтилин, Тириона и их спутников нападают горцы-разбойники, нападение удаётся отбить; путники прибывают в замок Орлиное Гнездо, где Тириона сажают в камеру. В столице Эддард открыто выступает против планов короля убить Дейенерис Таргариен и оставляет пост Десницы. Арья подслушивает разговор о заговоре против отца. Эддард сталкивается с Джейме и его гвардейцами; телохранителей Эддарда убивают, а его самого ранят копьём в ногу. |            |                                                                             |                |                                                                                              |                |                     |
| 6 | 6          | «Золотая корона» «A Golden Crown»                                           | Дэниел Минахан | Сюжет: Дэвид Бениофф и Д. Б. Уайсс Телесценарий: Джейн Эспенсон, Дэвид Бениофф и Д. Б. Уайсс | 22 мая 2011    | 2,44                |
| Роберт восстанавливает Эддарда в должности Десницы и уезжает на охоту. В лесу у Винтерфелла на Брана нападают одичалые. Робб Старк и Теон Грейджой убивают их; одна из нападавших, Оша, сдаётся в плен. За морем Визерис пытается сбежать с яйцами дракона, но Джорах Мормонт останавливает его. В Орлином Гнезде Тирион требует суда поединком; наёмник Бронн выигрывает для него поединок, убив своего противника. В столице Эддард, замещающий короля, выслушивает жалобы поселян на творимые Григором Клиганом и его людьми бесчинства и посылает отряд покарать Клигана, а его сюзерену Тайвину Ланнистеру — приказ явиться в столицу. За морем Визерис угрожает своей сестре, требуя обещанные ему армию и корону. Дрого убивает Визериса, облив ему голову расплавленным золотом. |            |                                                                             |                |                                                                                              |                |                     |
| 7 | 7          | «Ты побеждаешь или умираешь» «You Win or You Die»                           | Дэниел Минахан | Дэвид Бениофф и Д. Б. Уайсс                                                                  | 29 мая 2011    | 2,40                |
| В военном лагере Ланнистеров лорд Тайвин объясняет Джейме, что для них начатая война — дело чести. Эддард сообщает королеве Серсее, что знает о её измене, и предлагает ей бежать из столицы. Король Роберт смертельно ранен на охоте и диктует Эддарду завещание. За морем Джорах Мормонт спасает Дейенерис от покушения со стороны торговца вином; Дрого клянётся отправиться в поход на Семь Королевств. За Стеной Джон Сноу приносит присягу дозорного. Эддард, отказавшись совершить переворот в пользу Ренли, брата Роберта, и подчиниться Ланнистерам, в тронном зале приказывает арестовать Серсею и занявшего трон Джоффри. Мизинец и подкупленные стражники выступают на стороне королевы, убив гвардейцев Десницы и схватив Эддарда. |            |                                                                             |                |                                                                                              |                |                     |
| 8 | 8          | «Острый конец» «Pointy End»                                                 | Дэниел Минахан | Джордж Р. Р. Мартин                                                                          | 5 июня 2011    | 2,72                |
| Люди королевы устраивают резню в башне Десницы. Сирио Форель даёт Арье возможность сбежать. Серсея и её советники принуждают Сансу написать Роббу письмо с требованием сдаться и присягнуть новому королю. Робб Старк созывает своих знаменосцев для войны с Ланнистерами. В Лунных Горах Тирион сталкивается с горцами-разбойниками и привлекает их на свою сторону обещанием дать хорошее оружие. Кейтилин, не добившись помощи от сестры, едет к сыну. За морем дотракийцы грабят город лхазарян; в конфликте со своими подданными кхал Дрого ранен. На Стену привозят трупы двух спутников Бенджена Старка; ночью упыри оживают и пытаются убить Мормонта, но Джон Сноу защищает лорда-командующего. В тронном зале Красного Замка мейстер Пицель зачитывает первые указы нового короля; Санса просит Джоффри о милосердии к её отцу. |            |                                                                             |                |                                                                                              |                |                     |
| 9 | 9          | «Бейелор» «Baelor»                                                          | Алан Тейлор    | Дэвид Бениофф и Д. Б. Уайсс                                                                  | 12 июня 2011   | 2,66                |
| Варис уговаривает заключённого Эддарда уступить королеве и предотвратить войну. Армия северян останавливается у переправы через реку Трезубец. Кейтилин Старк вызывается на переговоры с престарелым лордом Уолдером Фреем. Лорд-командующий Джиор Мормонт дарит Джону Сноу старинный меч из валирийской стали Длинный Коготь. Джон узнаёт, что его брат Робб отправился на юг с армией; мейстер Эймон отговаривает Джона от необдуманных поступков. За морем кхалу Дрого становится всё хуже, его рана воспаляется. Мейега Мирри Маз Дуур обещает Дейенерис спасти кхала, прибегнув к чёрной магии. Накануне битвы Тирион проводит ночь с проституткой Шаей. В начале битвы Тириона оглушают, и он приходит в себя только к её концу. В другом месте Робб и его конница возвращаются с победой и взятым в плен Джейме Ланнистером. В столице сбежавшая из замка Арья становится свидетельницей публичного признания Эддарда Старка в его «преступлениях». Король Джоффри в нарушение данных Эддарду обещаний приказывает отрубить бывшему Деснице голову. |            |                                                                             |                |                                                                                              |                |                     |
| 10 | 10         | «Пламя и кровь» «Fire and Blood»                                            | Алан Тейлор    | Дэвид Бениофф и Д. Б. Уайсс                                                                  | 19 июня 2011   | 3,04                |
| Вести о казни Эддарда Старка приходят в Винтерфелл, на Стену и в военную ставку Робба Старка. Лорды Севера и Речных Земель провозглашают Робба Королём Севера. Тайвин Ланнистер узнаёт о пленении Джейме, готовится отступать и посылает Тириона в столицу — взять власть в свои руки, контролировать юного короля и его мать. Джон Сноу, узнав о казни отца, дезертирует из Дозора, но друзья перехватывают его и заставляют вернуться. Лорд-командующий Джиор Мормонт объявляет, что Дозор выступает в поход за Стену навстречу неизвестности. Вербовщик Ночного Дозора Йорен вывозит Арью Старк из города под именем мальчика Арри. За морем Дейенерис Таргариен, очнувшись, узнаёт, что её ребёнок родился мёртвым; Дрого, которому чёрная магия вернула жизнь, впал в вегетативное состояние, а его кхаласар распался. Дейенерис душит мужа подушкой и восходит на его погребальный костёр. Наутро немногие оставшиеся в лагере видят Дейенерис в догоревшем костре целой и невредимой с тремя вылупившимися из яиц маленькими драконами на руках.    |            |                                                                             |                |                                                                                              |                |                     |

## В ролях

### Основной состав
| - Шон Бин — Эддард «Нед» Старк (9 эпизодов) - Марк Эдди — Роберт Баратеон (7 эпизодов) - Николай Костер-Вальдау — Джейме Ланнистер (8 эпизодов) - Мишель Фэйрли — Кейтилин Старк (9 эпизодов) - Лина Хиди — Серсея Ланнистер (10 эпизодов) - Эмилия Кларк — Дейенерис Таргариен (9 эпизодов) - Иэн Глен — Джорах Мормонт (9 эпизодов) - Эйдан Гиллен — Петир «Мизинец» Бейлиш (8 эпизодов) - Гарри Ллойд — Визерис Таргариен (5 эпизодов) | - Кит Харингтон — Джон Сноу (8 эпизодов) - Софи Тёрнер — Санса Старк (9 эпизодов) - Мэйси Уильямс — Арья Старк (9 эпизодов) - Ричард Мэдден — Робб Старк (8 эпизодов) - Альфи Аллен — Теон Грейджой (9 эпизодов) - Айзек Хэмпстед-Райт — Бран Старк (8 эпизодов) - Джек Глисон — Джоффри Баратеон (10 эпизодов) - Рори Макканн — Сандор «Пёс» Клиган (8 эпизодов) - Питер Динклэйдж — Тирион Ланнистер (9 эпизодов) |

Также в ролях
- Джейсон Момоа — Кхал Дрого (9 эпизодов)

### Приглашённые актёры
| На и за Стеной - Джеймс Космо — Джиор Мормонт (5 эпизодов) - Питер Вон — Мейстер Эймон (3 эпизода) - Брайан Форчун — Отелл Ярвик (2 эпизода) - Джозеф Моул — Бенджен Старк (3 эпизода) - Оуэн Тил — Аллисер Торн (4 эпизода) - Фрэнсис Мэджи — Йорен (5 эпизодов) - Джон Брэдли — Сэмвелл Тарли (5 эпизодов) - Джозеф Алтин — Пипар (6 эпизодов) - Марк Стэнли — Гренн (6 эпизодов) - Люк Макьюэн — Раст (6 эпизодов) - Роб Остлир — Уэймар Ройс (1 эпизод) - Бронсон Уэбб — Уилл (1 эпизод) - Дермот Кини — Гаред (1 эпизод) - Иэн Уайт — Белый Ходок (1 эпизод) В Королевской Гавани - Каллум Уорри — Томмен Баратеон (4 эпизода) - Эйми Ричардсон — Мирцелла Баратеон (4 эпизода) - Гетин Энтони — Ренли Баратеон (5 эпизодов) - Джулиан Гловер — Великий мейстер Пицель (8 эпизодов) - Конлет Хилл — Варис (7 эпизодов) - Иэн Макэлхинни — Барристан Селми (6 эпизодов) - Иэн Битти — Мерин Трант (2 эпизода) - Дэвид Майкл Скотт — Берик Дондаррион (1 эпизод) - Финн Джонс — Лорас Тирелл (2 эпизода) - Юджин Саймон — Лансель Ланнистер (4 эпизода) - Уилко Джонсон — Илин Пейн (3 эпизода) - Конан Стивенс — Григор Клиган (2 эпизода) - Доминик Картер — Янос Слинт (3 эпизода) - Джефферсон Холл — Хью из Долины (2 эпизода) - Роберт Стерн — королевский стюард (4 эпизода) - Милтос Еролему — Сирио Форель (3 эпизода) - Эндрю Уайлд — Тобхо Мотт (2 эпизода) - Джо Демпси — Джендри (2 эпизода) - Эрос Влахос — Ломми Зелёные руки (1 эпизод) - Бен Хоуки — Пирожок (1 эпизод) - Антония Кристоферс — Мейган (1 эпизод) - Сахара Найт — Армека (1 эпизод) | На Севере - Арт Паркинсон — Рикон Старк (3 эпизода) - Клайв Мэнтл — Большой Джон Амбер (3 эпизода) - Стивен Блаунт — Рикард Карстарк - Дональд Самптер — Мейстер Лювин (7 эпизодов) - Рон Донахи — Родрик Кассель (9 эпизодов) - Джейми Сивес — Джори Кассель (5 эпизодов) - Сьюзан Браун — Септа Мордейн (6 эпизодов) - Маргарет Джон — Старая Нэн (2 эпизода) - Кристиан Нэрн — Ходор (5 эпизодов) - Эсме Бьянко — Рос (5 эпизода) - Наталия Тена — Оша (4 эпизода) В Речных Землях - Чарльз Дэнс — Тайвин Ланнистер (4 эпизода) - Дэвид Брэдли — Уолдер Фрей (1 эпизод) - Иэн Гелдер — Киван Ланнистер (3 эпизода) - Райан Маккенна — Уиллис Уод (1 эпизод) - Джером Флинн — Бронн (5 эпизодов) - Кевин Кинан — Курлекет (2 эпизода) - Эмун Эллиотт — Мариллион (4 эпизода) - Сибель Кекилли — Шая (2 эпизода) - Родри Хоскинг — Мика (1 эпизод) В Долине - Лино Фасиоль — Робин Аррен (3 эпизода) - Кейт Дики — Лиза Аррен (3 эпизода) - Брендан Маккормак — Вардис Эген (2 эпизода) - Киаран Бирмингем — Морд (2 эпизода) - Марк Льюис Джонс — Шагга (2 эпизода) За Узким морем - Роджер Аллам — Иллирио Мопатис (2 эпизода) - Дар Салим — Квото (6 эпизодов) - Элиес Габел — Ракхаро (7 эпизодов) - Амрита Ашария — Ирри (9 эпизодов) - Роксанна Макки — Дореа (6 эпизодов) - Мия Сотериу — Мирри Маз Дуур (3 эпизода) |

## Производство
Дэвид Бениофф и Д. Б. Уайсс выступили главными сценаристами и шоураннерами первого сезона. Они вместе написали сценарии к восьми эпизодам, включая один эпизод, написанный совместно с Джейн Эспенсон. Сценарии к оставшимся двум эпизодам были написаны Брайаном Когманом и автором «Песни Льда и Огня» Джорджем Р. Р. Мартином.
Томас Маккарти снял оригинальный пилотный эпизод, позже переснятый Тимом Ван Паттеном, поставившим также второй эпизод. Тем не менее, Маккарти был отмечен как консультирующий продюсер первого эпизода. Брайан Кирк и Дэниель Минахан сняли по три эпизода каждый, а Алан Тейлор — два финальных эпизода.
До «Игры престолов» Бениофф и Уайсс работали исключительно над художественными фильмами и не имели опыта работы над телевизионными шоу. Из-за этого продолжительность нескольких эпизодов первого сезона была примерно на 10 минут короче необходимой HBO, и сценаристам пришлось за две недели написать дополнительные 100 страниц сценария. Из-за недостатка бюджета новые сцены были написаны так, чтобы не потребовалось дополнительных расходов, например разговор двух персонажей в комнате. Бениофф и Уайсс отметили, что в результате возникло несколько их любимых сцен из первого сезона, включая диалог короля Роберта и Серсеи об их браке.

### Кастинг
5 мая 2009 года было объявлено, что Питер Динклэйдж подписал контракт на участие в съёмках пилотного эпизода в роли Тириона Ланнистера. 19 июля 2009 года были объявлены имена ещё нескольких утверждённых актёров, включая Шона Бина (Эддард Старк), тем самым подтверждая слухи, которые появились за несколько дней до этого. Также контракты на роли в пилоте подписали Кит Харингтон (Джон Сноу), Джек Глисон (Джоффри Баратеон), Гарри Ллойд (Визерис Таргариен) и Марк Эдди (Роберт Баратеон).
В начале августа 2009 года было объявлено, что роль Кейтилин Старк сыграет Дженнифер Эль. 20 августа актёрский состав пополнили Николай Костер-Вальдау (Джейме Ланнистер), Тамзин Мерчант (Дейенерис Таргариен), Ричард Мэдден (Робб Старк), Иэн Глен (Джорах Мормонт), Альфи Аллен (Теон Грейджой), Софи Тёрнер (Санса Старк) и Мэйси Уильямс (Арья Старк). 1 сентября стало известно, что Лина Хиди сыграет Серсею Ланнистер. 23 сентября Мартин подтвердил, что Рори Макканн получил роль Сандора Клигана. 14 октября подтвердили кандидатуру Айзека Хэмпстеда-Райта на роль Брана Старка, а через три дня — Джейсона Момоа на роль Кхала Дрого.
После того, как пилотный эпизод был снят, было объявлено, что на роль Кейтилин был проведён рекастинг, и Эль заменит Мишель Фэйрли. Позднее было также подтверждено, что Эмилия Кларк заменит Тамзин Мерчант в роли Дейенерис. Остальная часть актёрского состава была набрана в течение полугода: Чарльз Дэнс (Тайвин Ланнистер), Эйдан Гиллен (Петир Бейлиш), Конлет Хилл (Варис).

### Съёмки
Большинство сцен снималось в Северной Ирландии и пограничных графствах Республики Ирландия. Старт основных съёмок был запланирован на 26 июля 2010 года, главная студийная площадка располагалась в Пэйнт-Холле в Белфасте. В пилотном эпизоде роль Винтерфелла сыграл замок Дун в центральной Шотландии; также были задействованы деревня Кэрнкасл близ Ларна, замок Шейна близ Рандалстауна и лесной парк Толлимор. На съёмках 2010 года Дун заменили замком Уорд в графстве Даун, карьер Магерморн. «Королевский тракт» из второй серии снимали на буковой аллее Dark Hedges. Съёмки сериала дали сотни рабочих мест жителям Северной Ирландии и сделали её «привлекательной для производства фильмов и телесериалов».
Сцены в Королевской Гавани снимались на Мальте, в том числе в городе Мдина и на острове Гоцо. Съёмки на Мальте закончились конфликтом, когда субподрядчик нанёс вред охраняемой экосистеме.

### Музыка
Саундтрек к «Игре престолов» должен был писать Стивен Уорбек. 2 февраля 2011 года, за десять недель до премьеры, появилось сообщение, что Уорбек покинул проект и саундтрек поручен Рамину Джавади и выпущен в июне 2011 года. Его кандидатуру предложил музыкальный супервайзер сериала Эвьен Клин, и хотя Джавади колебался, поскольку имел другие обязательства, Бенниофу и Уайссу удалось его убедить.
Чтобы достичь музыкального своеобразия, продюсеры, по словам Джавади, попросили его не применять элементы, успешно использованные в других крупных фэнтезийных проектах (флейты, вокализы). Основной проблемой композитор считал то, что сериал опирался на диалоги и обширный актёрский состав: в некоторых случаях приходилось отказываться от уже написанной музыки, чтобы она не мешала диалогам.
Джавади говорил, что главная тема возникла под впечатлением от ранней версии заставки.

## Отзывы критиков
Различные средства массовой информации охарактеризовали степень ожидания сериала как очень высокую, фанаты книжной серии внимательно следили за этапами производства шоу. К апрелю 2011 года многие развлекательные СМИ поместили сериал на верхние строки своих списков ожидаемых телевизионных событий года.
Большинство отзывов о первом сезоне были очень положительные, критики отмечали высокое качество постановки, хорошо продуманный мир, убедительные образы и особенно мастерство детей-актёров. Множества похвал удостоился Питер Динклэйдж за роль Тириона Ланнистера.
На Metacritic первый сезон получил 80 баллов из 100 на основании 28 «в целом благоприятных» критических отзывов.

### Награды
Первый сезон «Игры престолов» был номинирован на 13 премий «Эмми», в том числе за лучший драматический сериал, лучшую режиссуру драматического сериала (Тим Ван Паттен, «Зима близко») и лучший сценарий драматического сериала (Дэвид Бениофф и Д. Б. Уайсс, «Бейелор»). Сериал взял награды за лучшего актёра второго плана (Питер Динклэйдж) и лучшие начальные титры. Динклэйдж также получил премии «Золотой глобус», «Scream» и «Спутник».
| Год  | Премия                                              | Категория                                                                     | Номинант(ы) | Результат |
| ---- | --------------------------------------------------- | ----------------------------------------------------------------------------- | --- | --------- |
| 2011 | Премия AFI                                          | Премия AFI TV                                                                 | «Игра престолов» | Победа    |
| 2011 | Премия Artios                                       | Лучшие достижения в кастинге — драматический телевизионный пилот              | Нина Голд | Номинация |
| 2011 | Премия Artios                                       | Лучшие достижения в кастинге — драматический телесериал                       | Нина Голд | Номинация |
| 2011 | Премия Portal                                       | Лучший актёр                                                                  | Шон Бин | Победа    |
| 2011 | Премия Portal                                       | Лучшая актриса                                                                | Лена Хиди | Номинация |
| 2011 | Премия Portal                                       | Лучший актёр второго плана                                                    | Питер Динклэйдж | Номинация |
| 2011 | Премия Portal                                       | Лучший эпизод                                                                 | «Зима близко» | Победа    |
| 2011 | Премия Portal                                       | Лучший сериал                                                                 | «Игра престолов» | Победа    |
| 2011 | Премия Portal                                       | Лучший молодой актёр                                                          | Айзек Хэмпстед-Райт | Номинация |
| 2011 | Премия Portal                                       | Лучший молодой актёр                                                          | Мэйси Уильямс | Номинация |
| 2011 | Премия EWwy                                         | Лучшая актриса второго плана, драма                                           | Эмилия Кларк | Победа    |
| 2011 | Премия EWwy                                         | Лучший актёр, драма                                                           | Шон Бин | Номинация |
| 2011 | 63-я церемония премии «Эмми»                        | Лучшая режиссура драматического сериала                                       | Тим Ван Паттен за «Зима близко» | Номинация |
| 2011 | 63-я церемония премии «Эмми»                        | Лучший драматический сериал                                                   | Винс Джерардис, Фрэнк Дольгер, Ральф Вичианца, Марк Хаффам, Дэвид Бениофф, Кэролин Штраусс, Джордж Р. Р. Мартин, Гаймон Кэсиди и Д. Б. Уайсс | Номинация |
| 2011 | 63-я церемония премии «Эмми»                        | Лучший актёр второго плана в драматическом сериале                            | Питер Динклэйдж | Победа    |
| 2011 | 63-я церемония премии «Эмми»                        | Лучший сценарий драматического сериала                                        | Дэвид Бениофф и Д. Б. Уайсс за «Бейелор» | Номинация |
| 2011 | 63-я церемония творческой премии «Эмми»             | Лучший кастинг в драматическом сериале                                        | Нина Голд и Роберт Штерн | Номинация |
| 2011 | 63-я церемония творческой премии «Эмми»             | Лучшие костюмы в сериале                                                      | Мишель Клэптон и Рэйчел Уэбб-Крозье за «Острый конец» | Номинация |
| 2011 | 63-я церемония творческой премии «Эмми»             | Лучшие причёски в сериале                                                     | Кевин Александр и Кэндис Бэнкс за «Золотую корону» | Номинация |
| 2011 | 63-я церемония творческой премии «Эмми»             | Лучшие начальные титры                                                        | Энгус Уолл, Хамид Шокат, Кирк Шинтани и Роберт Фенг | Победа    |
| 2011 | 63-я церемония творческой премии «Эмми»             | Лучший грим в сериале (несложный)                                             | Пол Энгелен и Мелисса Лэкерстин за «Зима близко» | Номинация |
| 2011 | 63-я церемония творческой премии «Эмми»             | Лучший сложный грим в сериале, мини-сериале, фильме или специальной программе | Пол Энгелен и Конор О’Салливан за «Золотую корону» | Номинация |
| 2011 | 63-я церемония творческой премии «Эмми»             | Лучший звуковой монтаж в сериале                                              | Робин Куинн, Стив Фэнаган, Эоган Макдоннелл, Джон Стивенсон, Тим Хэндс, Стефан Хенрикс, Киме Дойл, Мишель Маккормак и Энди Кеннеди за «Золотую корону» | Номинация |
| 2011 | 63-я церемония творческой премии «Эмми»             | Лучшие визуальные эффекты                                                     | Рафаэль Моран, Адам МакИннес, Грэм Хиллз, Люси Эйнсуорт-Тейлор, Стюарт Брисдон, Дэмиен Масе, Генри Бэджетт и Анджела Барсон за «Пламя и кровь» | Номинация |
| 2011 | 63-я церемония творческой премии «Эмми»             | Лучшая работа каскадёров                                                      | Пол Дженнингс за «Волк и Лев» | Номинация |
| 2011 | Women’s Image Network Awards                        | Актриса в драматическом сериале                                               | Лена Хиди | Номинация |
| 2011 | International Film Music Critics Association        | Лучшая музыка к телесериалу                                                   | Рамин Джавади | Номинация |
| 2011 | 1st Critics' Choice Television Awards               | Лучший драматический сериал                                                   | «Игра престолов» | Номинация |
| 2011 | 69-я церемония «Золотого глобуса»                   | Лучший актёр второго плана — сериал, мини-сериал или телефильм                | Питер Динклэйдж | Победа    |
| 2011 | 69-я церемония «Золотого глобуса»                   | Лучший телесериал — драма                                                     | «Игра престолов» | Номинация |
| 2011 | Премия Пибоди                                       |                                                                               | «Игра престолов» | Победа    |
| 2011 | 16-я церемония премии «Спутник»                     | Лучший актёр второго плана — сериал, мини-сериал или телефильм                | Питер Динклэйдж | Победа    |
| 2011 | 16-я церемония премии «Спутник»                     | Лучший телесериал                                                             | «Игра престолов» | Номинация |
| 2011 | Scream Awards                                       | Лучший творческий ансамбль                                                    | «Игра престолов» | Номинация |
| 2011 | Scream Awards                                       | Лучший актёр в фэнтези                                                        | Шон Бин | Номинация |
| 2011 | Scream Awards                                       | Лучшая актриса в фэнтези                                                      | Лена Хиди | Номинация |
| 2011 | Scream Awards                                       | Лучший актёр второго плана                                                    | Питер Динклэйдж | Победа    |
| 2011 | Scream Awards                                       | Лучшее телешоу                                                                | «Игра престолов» | Победа    |
| 2011 | Scream Awards                                       | Прорыв                                                                        | Эмилия Кларк | Победа    |
| 2011 | Scream Awards                                       | Лучшее увечье                                                                 | «Голова, покрытая расплавленным золотом» из «Золотой короны» | Номинация |
| 2011 | Scream Awards                                       | The Ultimate Scream                                                           | «Игра престолов» | Номинация |
| 2011 | 27-я церемония премии TCA                           | Индивидуальные достижения в драме                                             | Питер Динклэйдж | Номинация |
| 2011 | 27-я церемония премии TCA                           | Лучшие достижения в драме                                                     | «Игра престолов» | Номинация |
| 2011 | 27-я церемония премии TCA                           | Лучшая новая программа                                                        | «Игра престолов» | Победа    |
| 2011 | 27-я церемония премии TCA                           | Программа года                                                                | «Игра престолов» | Номинация |
| 2011 | Online Film & Television Association Award          | Лучший актёр второго плана в драматическом сериале                            | Питер Динклэйдж | Победа    |
| 2011 | Online Film & Television Association Award          | Лучший актёр в драматическом сериале                                          | Шон Бин | Номинация |
| 2011 | Online Film & Television Association Award          | Лучший актёрский ансамбль в драматическом сериале                             | Актёрский состав «Игры престолов» | Номинация |
| 2011 | Online Film & Television Association Award          | Лучшая режиссура в драматическом сериале                                      | «Игра престолов» | Номинация |
| 2011 | Online Film & Television Association Award          | Лучший сценарий в драматическом сериале                                       | «Игра престолов» | Номинация |
| 2011 | Online Film & Television Association Award          | Лучшая музыка в сериале                                                       | Рамин Джавади | Победа    |
| 2011 | Online Film & Television Association Award          | Лучший монтаж в сериале                                                       | «Игра престолов» | Номинация |
| 2011 | Online Film & Television Association Award          | Лучшая операторская работа в сериале                                          | «Игра престолов» | Номинация |
| 2011 | Online Film & Television Association Award          | Лучшая работа художника в сериале                                             | «Игра престолов» | Номинация |
| 2011 | Online Film & Television Association Award          | Лучший грим/причёски в сериале                                                | «Игра престолов» | Номинация |
| 2011 | Online Film & Television Association Award          | Лучшие костюмы в сериале                                                      | «Игра престолов» | Номинация |
| 2011 | Online Film & Television Association Award          | Лучший звук в сериале                                                         | «Игра престолов» | Победа    |
| 2011 | Online Film & Television Association Award          | Лучшие визуальные эффекты в сериале                                           | «Игра престолов» | Номинация |
| 2011 | Online Film & Television Association Award          | Лучшая новая музыкальная тема в сериале                                       | Рамин Джавади | Победа    |
| 2011 | Online Film & Television Association Award          | Лучшие новые начальные титры                                                  | «Игра престолов» | Победа    |
| 2011 | Online Film & Television Association Award          | Лучший драматический сериал                                                   | «Игра престолов» | Номинация |
| 2011 | IGN Awards                                          | Лучший телегерой                                                              | Шон Бин за роль Неда Старка | Победа    |
| 2011 | IGN Awards                                          | Лучший телесюжет                                                              | Отрубить ему голову! | Победа    |
| 2011 | IGN Awards                                          | Лучший телеэпизод                                                             | Бейелор | Победа    |
| 2011 | IGN Awards                                          | Лучший телесериал                                                             | «Игра престолов» | Номинация |
| 2011 | IGN Awards                                          | Лучший драматический телесериал                                               | «Игра престолов» | Номинация |
| 2011 | IGN Awards                                          | Лучший телеактёр                                                              | Питер Динклэйдж | Номинация |
| 2011 | IGN Awards                                          | Лучшая телеактриса                                                            | Эмилия Кларк | Номинация |
| 2011 | IGN Awards                                          | Лучший телегерой                                                              | Кит Харингтон за роль Джона Сноу | Номинация |
| 2011 | IGN Awards                                          | Лучший телезлодей                                                             | Джек Глисон за роль Джоффри Баратеона | Номинация |
| 2011 | IGN People’s Choice Award                           | Лучший телесериал                                                             | «Игра престолов» | Победа    |
| 2011 | IGN People’s Choice Award                           | Лучший драматический сериал                                                   | «Игра престолов» | Победа    |
| 2011 | IGN People’s Choice Award                           | Лучший телегерой                                                              | Шон Бин за роль Неда Старка | Победа    |
| 2011 | IGN People’s Choice Award                           | Лучший телеповорот                                                            | Отрубить ему голову! | Победа    |
| 2011 | Премия Гильдии сценаристов США                      | Новый сериал                                                                  | Дэвид Бениофф, Брайан Когман, Джордж Р. Р. Мартин, Д. Б. Уайсс, Джейн Эспенсон | Номинация |
| 2011 | Премия Гильдии сценаристов США                      | Драматический телесериал                                                      | Дэвид Бениофф, Брайан Когман, Джордж Р. Р. Мартин, Д. Б. Уайсс, Джейн Эспенсон | Номинация |
| 2012 | People’s Choice Awards                              | Лучшая кабельная теледрама                                                    | «Игра престолов» | Номинация |
| 2012 | Премия ADG                                          | Одночасовой телесериал                                                        | Джемма Джексон за «Золотую корону» | Номинация |
| 2012 | Премия Грейси Аллен                                 | Лучшая восходящая звезда в драматическом сериале                              | Эмилия Кларк | Победа    |
| 2012 | Премия SFX                                          | Лучшее новое телешоу                                                          | Дэвид Бениофф и Д. Б. Уайсс | Победа    |
| 2012 | Премия SFX                                          | Лучшее телешоу                                                                | Дэвид Бениофф и Д. Б. Уайсс | Номинация |
| 2012 | Премия SFX                                          | Лучшая актриса                                                                | Мэйси Уильямс | Номинация |
| 2012 | Премия SFX                                          | Лучший актёр                                                                  | Питер Динклэйдж | Номинация |
| 2012 | Премия NewNowNext                                   | TV You Betta Watch                                                            | «Игра престолов» | Номинация |
| 2012 | Golden Reel                                         | Лучший звуковой монтаж — краткая форма диалога на телевидении                 | «Игра престолов» за «Калеки, бастарды и сломанные вещи» | Победа    |
| 2012 | Golden Reel                                         | Лучший звуковой монтаж — краткая звуковых эффектов на телевидении             | «Игра престолов» за «Зима близко» | Победа    |
| 2012 | Премия Гильдии костюмеров                           | Лучший исторический/фэнтезийный телесериал                                    | «Игра престолов» | Номинация |
| 2012 | 64-я церемония премии Гильдии режиссёров США        | Драматический сериал                                                          | Тим Ван Паттен за «Зима близко» | Номинация |
| 2012 | Киномонтажёры США                                   | Лучший монтаж одночасового телесериала                                        | Фрэнсис Паркер за «Бейелор» | Номинация |
| 2012 | 9-я церемония премии ирландского кино и телевидения | Лучший драматический сериал                                                   | Марк Хаффам | Номинация |
| 2012 | 9-я церемония премии ирландского кино и телевидения | Лучший режиссёр драматического сериала                                        | Брайан Кирк | Номинация |
| 2012 | 9-я церемония премии ирландского кино и телевидения | Лучшая телеактриса                                                            | Мишель Фэйрли | Номинация |
| 2012 | 9-я церемония премии ирландского кино и телевидения | Лучший телеактёр второго плана                                                | Эйдан Гиллен | Номинация |
| 2012 | 9-я церемония премии ирландского кино и телевидения | Лучший звук (фильм/ТВ драма)                                                  | Ронан Хилл | Номинация |
| 2012 | 9-я церемония премии ирландского кино и телевидения | Лучший звук                                                                   | Ронан Хилл | Номинация |
| 2012 | Премия Astra                                        | Любимая программа — международная драма                                       | «Игра престолов» | Победа    |
| 2012 | Хьюго                                               | Лучшая постановка, крупная форма                                              | Дэвид Бениофф, Д. Б. Уайсс, Брайан Когман, Джейн Эспенсон, Джордж Р. Р. Мартин, Тим Ван Паттен, Брайан Кирк, Дэниел Минахан и Алан Тейлор за «Игру престолов» — 1 сезон | Победа    |
| 2012 | Kerrang! Awards                                     | Лучшее телешоу                                                                | «Игра престолов» | Победа    |
| 2012 | Премия Гильдии продюсеров США                       | «Премия Нормана Фелтона за лучшего продюсера эпизода драматического сериала»  | Дэвид Бениофф, Фрэнк Дольгер, Марк Хаффам, Кэролин Штраусс, Д. Б. Уайсс | Номинация |
| 2012 | Сатурн                                              | Лучшая телепостановка                                                         | «Игра престолов» | Номинация |
| 2012 | Сатурн                                              | Лучший телеактёр                                                              | Шон Бин | Номинация |
| 2012 | Сатурн                                              | Лучшая телеактриса                                                            | Лена Хиди | Номинация |
| 2012 | Сатурн                                              | Лучший телеактёр второго плана                                                | Кит Харингтон | Номинация |
| 2012 | 18-я церемония премии Гильдии киноактёров США       | Лучший актёрский состав в драматическом сериале                               | Альфи Аллен, Джозеф Алтин, Амрита Ашария, Шон Бин, Сьюзан Браун, Элиес Габел, Эйдан Гиллен, Иэн Глен, Джек Глисон, Джулиан Гловер, Питер Динклэйдж, Рон Донахи, Эмилия Кларк, Николай Костер-Вальдау, Рори Макканн, Роксанна Макки, Люк Макьюэн, Иэн Макэлхинни, Джейсон Момоа, Ричард Мэдден, Дар Салим, Дональд Самптер, Марк Стэнли, Софи Тёрнер, Мэйси Уильямс, Джером Флинн, Мишель Фэйрли, Кит Харингтон, Лена Хиди, Конлет Хилл, Айзек Хэмпстед-Райт и Марк Эдди | Номинация |
| 2012 | 18-я церемония премии Гильдии киноактёров США       | Лучший каскадёрский ансамбль в сериале                                        | Game of Thrones | Победа    |
| 2012 | IGN People’s Choice Award                           | Лучший сериал на DVD или Blu-ray                                              | За полный первый сезона на Blu-ray | Победа    |
| 2012 | Общество специалистов по визуальным эффектам        | Лучший анимационный персонаж в рекламе или программе                          | Генри Бэджетт, Марк Браун, Рафаэль Моран, Джеймс Саттон за «Пламя и кровь» | Номинация |
| 2012 | Общество специалистов по визуальным эффектам        | Лучшая созданная окружающая среда в рекламе или программе                     | Маркус Куха, Дэмиен Масе, Данте Харбридж Робинсон, Фани Вассиади за «Ледяную стену» | Победа    |
| 2012 | Общество специалистов по визуальным эффектам        | Лучшие визуальные эффекты второго плана в программе                           | Люси Эйнсуорт-Тейлор, Анджела Барсон, Эд Брюс, Адам МакИннес за «Зима близко» | Победа    |

## Выход на DVD и Blu-Ray
| Игра престолов: Полный первый сезон | | | | | |
| Информация об издании | Информация об издании | Дополнительный контент | Дополнительный контент | Дополнительный контент | Дополнительный контент |
| - 10 эпизодов - Набор из 5 дисков - Формат изображения 16:9 - Форматы: AC-3, Blu-ray, DTS Surround Sound, Dubbed, NTSC, Subtitled, Widescreen - Звуковые дорожки: английская, французская, испанская - Английские, французские, испанские, кастильские, португальские, польские, голландские, финские, норвежские, шведские субтитры | - 10 эпизодов - Набор из 5 дисков - Формат изображения 16:9 - Форматы: AC-3, Blu-ray, DTS Surround Sound, Dubbed, NTSC, Subtitled, Widescreen - Звуковые дорожки: английская, французская, испанская - Английские, французские, испанские, кастильские, португальские, польские, голландские, финские, норвежские, шведские субтитры | - «Снимая Игру престолов» — 30-минутный ролик, содержащий информацию о том, как снимался сериал, и интервью с создателями и актёрами - «Создание опенинга» — рассказ о том, как были созданы начальные титры сериала - «От книг до серий» — интервью с Дэвидом Бениоффом, Д. Б. Уайссом и Джорджем Мартином по поводу экранизации романов - Профили 15 персонажей сериала, составленные сыгравшими их актёрами - «Ночной дозор» - Создание дотракийского языка - Аудиокомментарии Дэвида Бениоффа, Д. Б. Уайсса, Джорджа Мартина, Эмилии Кларк, Питера Динклейджа, Кита Харингтона и др. - Полное руководство по Вестеросу (только на Blu-Ray) - Структура эпизода «Золотая корона» (только на Blu-Ray) - Встроенное руководство, которое сообщает зрителю информацию о персонажах, местах и исторические сведения во время просмотра эпизода (только на Blu-Ray) - «Спрятанные драконьи яйца», иначе говоря пасхалки (только на Blu-Ray) | - «Снимая Игру престолов» — 30-минутный ролик, содержащий информацию о том, как снимался сериал, и интервью с создателями и актёрами - «Создание опенинга» — рассказ о том, как были созданы начальные титры сериала - «От книг до серий» — интервью с Дэвидом Бениоффом, Д. Б. Уайссом и Джорджем Мартином по поводу экранизации романов - Профили 15 персонажей сериала, составленные сыгравшими их актёрами - «Ночной дозор» - Создание дотракийского языка - Аудиокомментарии Дэвида Бениоффа, Д. Б. Уайсса, Джорджа Мартина, Эмилии Кларк, Питера Динклейджа, Кита Харингтона и др. - Полное руководство по Вестеросу (только на Blu-Ray) - Структура эпизода «Золотая корона» (только на Blu-Ray) - Встроенное руководство, которое сообщает зрителю информацию о персонажах, местах и исторические сведения во время просмотра эпизода (только на Blu-Ray) - «Спрятанные драконьи яйца», иначе говоря пасхалки (только на Blu-Ray) | - «Снимая Игру престолов» — 30-минутный ролик, содержащий информацию о том, как снимался сериал, и интервью с создателями и актёрами - «Создание опенинга» — рассказ о том, как были созданы начальные титры сериала - «От книг до серий» — интервью с Дэвидом Бениоффом, Д. Б. Уайссом и Джорджем Мартином по поводу экранизации романов - Профили 15 персонажей сериала, составленные сыгравшими их актёрами - «Ночной дозор» - Создание дотракийского языка - Аудиокомментарии Дэвида Бениоффа, Д. Б. Уайсса, Джорджа Мартина, Эмилии Кларк, Питера Динклейджа, Кита Харингтона и др. - Полное руководство по Вестеросу (только на Blu-Ray) - Структура эпизода «Золотая корона» (только на Blu-Ray) - Встроенное руководство, которое сообщает зрителю информацию о персонажах, местах и исторические сведения во время просмотра эпизода (только на Blu-Ray) - «Спрятанные драконьи яйца», иначе говоря пасхалки (только на Blu-Ray) | - «Снимая Игру престолов» — 30-минутный ролик, содержащий информацию о том, как снимался сериал, и интервью с создателями и актёрами - «Создание опенинга» — рассказ о том, как были созданы начальные титры сериала - «От книг до серий» — интервью с Дэвидом Бениоффом, Д. Б. Уайссом и Джорджем Мартином по поводу экранизации романов - Профили 15 персонажей сериала, составленные сыгравшими их актёрами - «Ночной дозор» - Создание дотракийского языка - Аудиокомментарии Дэвида Бениоффа, Д. Б. Уайсса, Джорджа Мартина, Эмилии Кларк, Питера Динклейджа, Кита Харингтона и др. - Полное руководство по Вестеросу (только на Blu-Ray) - Структура эпизода «Золотая корона» (только на Blu-Ray) - Встроенное руководство, которое сообщает зрителю информацию о персонажах, местах и исторические сведения во время просмотра эпизода (только на Blu-Ray) - «Спрятанные драконьи яйца», иначе говоря пасхалки (только на Blu-Ray) |
| Даты выхода на DVD | | | | | |
| Регион 1 | Регион 1 | Регион 2 | Регион 2 | Регион 4 | Регион 4 |
| 6 марта 2012 года | 6 марта 2012 года | 5 марта 2012 года | 5 марта 2012 года | 10 августа 2012 года | 10 августа 2012 года |